# دراکسویل (آیووا)
دراکسویل (به انگلیسی: Drakesville) شهری در ایالت آیووا کشور ایالات متحده آمریکا است که جمعیت آن در سرشماری سال ۲۰۱۰ میلادی، ۱۸۴ نفر بوده‌است.